# Камео Кібрі (фільм, 1930)
«Камео Кібрі» (англ. Cameo Kirby) — американська драма режисера Ірвінга Каммінгса 1930 року.

## У ролях
- Дж. Гарольд Мюррей — Камео Кібрі
- Норма Терріс — Адель Рендалл
- Дуглас Гілмор — Джек Моро
- Роберт Ідісон — полковник Рендалл
- Мірна Лой — Леа
- Чарльз Мортон — Анатоль
- Степін Фетчіт — Круп
- Джордж МакФарлейн — Джордж
- Джон Гайямс — Ларкін Банс
- Керрі Домері — Клер Девезак